# Astragalus karabilicus
Astragalus karabilicus är en ärtväxtart som beskrevs av Mikhail Grigoríevič Popov. Astragalus karabilicus ingår i släktet vedlar, och familjen ärtväxter. Inga underarter finns listade i Catalogue of Life.